# 中华民国驻京城总领事馆
中华民国驻京城总领事馆，1912年－1913年、1932年6月14日－1932年6月30日、1946年－1949年称中华民国驻汉城总领事馆，1913年－1932年称中华民国驻朝鲜总领事馆，为中华民国外交部在大日本帝国外地朝鲜京畿道京城府（今大韩民国首尔特别市）所设立之外交领事机构。

## 历史
中国在朝鲜设立领事馆始于清朝末年。
1932年6月14日和6月30日，驻朝鲜总领事馆应中华民国外交部命令，先后改名为“驻汉城总领事馆”和“驻京城总领事馆”，于9月27日启用新印章，并于9月28日函告田中武雄。
1937年12月14日，日本扶持的华北临时政府宣告成立，范汉生于18日公开宣布向其效忠，并赶赴天津进行联络。12月23日，国民政府以釜山领事陈祖偘接替范汉生任京城总领事，并要求驻日本大使馆催促陈从速赴任。